# Un drame au bord de la mer
Un drame au bord de la mer (em português Um drama à beira-mar) é um conto filosófico de Honoré de Balzac, surgido em pré-publicação em 1834 na revista Le Voleur, depois em livro em 1835, publicado por Werdet nos Estudos filosóficos da Comédia Humana, ao fim do volume, após O Elixir da Longa Vida. Reeditado em 1843 sob o título de La Justice Paternelle (A justiça paterna), tem lugar na edição Furne de 1846 entre El Verdugo e A Estalagem Vermelha.
Um drama à beira-mar, algo raro na obra do autor, é contado em primeira pessoa, por Louis Lambert (Luís na tradução brasileira de A Comédia Humana organizada por Paulo Rónai), o misterioso alter ego de Balzac protagonista do romance de mesmo nome, que se dirige a "meu caro tio", o Padre Lefebvre. A história transcorre na comuna francesa de Croisic, onde decorreu também o amor da escritora Camille (Camila) Maupin pelo  jovem Calyste (Calisto) du Guénic no romance Beatriz. À juventude do narrador e sua companheira e à imensidão de água, ar e areias circundante ("Esta região só é bela para as grandes almas; gente sem coração não poderia viver aqui"), o autor contrapõe a miséria de um pescador e seu pai ("Pobre homem [...] não é uma vergonha sentir-se a gente feliz vendo misérias como esta?") e a trágica história dentro da história de um pai que, diante das monstruosidades cometidas por seu filho, decide praticar a justiça por suas próprias mãos, crime que expiará pelo resto de sua vida. 

## Resumo
Em 1821, no litoral de uma península da Bretanha, Louis, um jovem cheio de ambição, acaba de tomar um banho de mar e medita sobre seu futuro. Pauline (Paulina), sua companheira, emerge logo depois de uma banheira natural escavada nas rochas. Os dois jovens continuam a caminhada matinal de mãos dadas. Eles se deparam com um pescador cuja pobreza e devoção a um pai cego os comove. Para lhe dar um pouco de alegria, fazem um "leilão" entre si para comprar o produto de sua pesca a um preço que para o pobre equivale a uma verdadeira fortuna e lhe prometem um jantar, se ele concordar em levá-los até Batz, depois de guardar seu material de pesca. Os namorados partem na frente, pelo caminho que lhes é indicado pelo pescador, que irá atrás deles logo depois.
Quando os três se juntam, caminham em silêncio e logo chegam perto de um promontório rochoso que o pescador pretende contornar. Quando o guia avisa que ali mora alguém e que, embora não haja perigo, é costume na região contornar o local, a curiosidade dos jovens chega ao auge e, apesar do aviso, insistem em ir até lá. Louis e Pauline descobrem então um homem queimado pelo sol, tão imóvel como o granito que o rodeia, só seus olhos ganhando vida por um breve momento. Impressionados com essa visão, apressam o passo e, ao reencontrarem o guia, indagam sobre esse estranho personagem. O pescador conta então a história do "Homem da Promessa", da qual ele é o único na área que conhece os detalhes.
Este homem, que ali vive na miséria, já foi um orgulhoso marinheiro chamado Cambremer; ele morava com a esposa em uma casa isolada em uma ilhota. Para alegrar a casa, o casal teve apenas um filho, que se tornou um reizinho para eles. Mimaram-no desde muito jovem, não lhe negando nenhum capricho, de modo que, à medida que foi crescendo, o menino tornou-se uma negação: violento, mentiroso, ladrão, acreditava que todos estavam a serviço de seus desejos e se revelava tirânico com aqueles que o impediam de se divertir, de passear, de beber e de jogar bilhar. O pai, muitas vezes ausente para pescar no mar, recusava-se a ver a verdade, até que um dia descobriu que o filho havia vendido os móveis para conseguir algo para se divertir. Uma noite, o bandido foi longe demais: esfaqueou a mãe, acertando-a no braço, para conseguir uma moeda de ouro. Cambremer decidiu então fazer desaparecer o monstro que havia criado. Sua esposa morreu de dor. Desde então, Cambremer jurou expor-se ao oceano, fundir-se com a rocha, a fim de expiar a morte deste filho, de quem foi o justiceiro. Joseph (José), seu único irmão, e Pérotte, a sobrinha jovem e bonita, garantem agora a subsistência deste penitente que plantou uma cruz perto do rochedo para indicar que se entregava a Deus.
Os dois namorados ouviram, com dor na alma, o terrível destino do "homem de granito" e da sua família desaparecida. De volta a Croisic, eles decidiram, de comum acordo, encurtar a estadia. Pauline, preocupada com o efeito que esta trágica história produziu na sensibilidade aguçada de Louis, sugere que desabafe escrevendo um relato ("Luís, escreve isso, poderás assim engambelar a natureza dessa febre"): a longa carta enviada ao tio pelo jovem ("Escrevi-lhe portanto essa aventura, meu caro tio") é este drama à beira-mar que acabamos de ler.

## Adaptação à tela
Em 1920, Marcel L'Herbier adaptou Um drama à beira-mar sob o título de L'Homme du large, filme realizado na França com Jacques Catelain (Michel), Roger Karl (Nolff), Charles Boyer (Guenn la Taupe), Phillipe Hériat (Le protecteur), Marcelle Pradot (Djenna).